# Анания Ширакаци
Ана́ния Ширакаци́ (арм. Անանիա Շիրակացի; около 610 года — около 685 года) — армянский географ, философ, математик, картограф, историк, астроном и алхимик, основоположник древнеармянского естествознания.

## Биография
Родился в области Ширак. Иногда называет себя Ширакаванци, от названия местечка Ширакаван. Имя отца было Ованнес. Получив в Армении начальное образование, отправляется для дальнейшей учёбы в Византию. Через город Феодосиополь (Карин) он прибывает в провинцию IV Армения, где берёт обучение у математика Кристосатура. Считая, что тот «не ведал всей науки», через некоторое время перемещается в Трапезунд, где его учителем стал известный учёный Тихик, как пишет сам Ширакаци, человек «сведущий в армянской письменности». Здесь он обучается около 8 лет. После учёбы возвращается в Армению, где начинается его научная и преподавательская деятельность. На родине он открывает школы, преподавание в которых велось на основе квадривиума.

## Труды

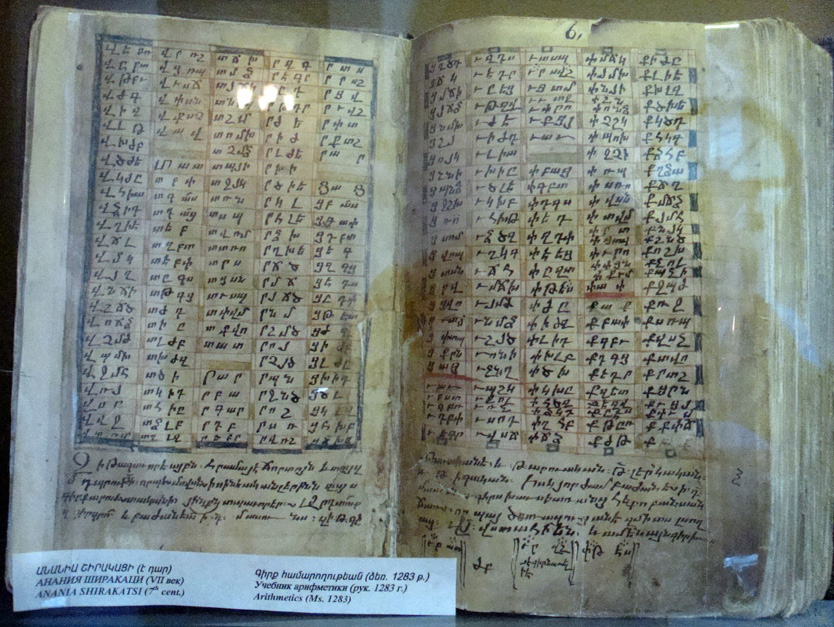
Страница из учебника арифметики Анании Ширакаци, 1283 год

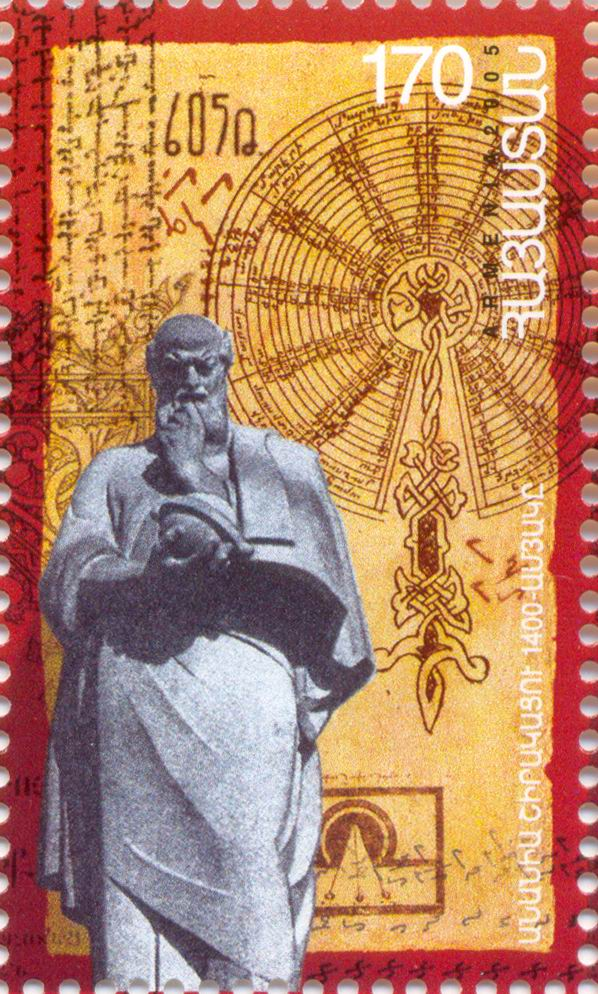
Армянская почтовая марка 2005 года с изображением Ширакаци

Перу армянского ученого принадлежит более 20 работ по арифметике, теории летосчисления, космографии и географии:
- «Математика Анании Ширакаци — о весах и мерах»
- «Вопросы и решения» (сборник арифметических задач)
- Трактат о календаре и космографии
- «География»

Учебник по арифметике «Вопросы и решения» является одним из древнейших дошедших до нас трудов по арифметике, включает материал по искусству счисления в виде таблиц. Он стал значительным вкладом в развитие математического образования.
Из исторических источников известно, что по настоянию католикоса Анастаса (662—668) Ширакаци упорядочил армянский календарь. В Армении использовали подвижный солнечный календарь, в котором все годы состояли из 365 дней без високосных. Из-за этого специальные даты постепенно перемещались по временам года. Ширакаци разработал так называемый неподвижный календарь по образцу римского, однако, после смерти католикоса, эта работа так и осталась невостребованной.

### «Ашхарацуйц»
Ширакаци составил «Географический атлас мира», более известный как «Ашхарацуйц», в котором содержатся подробные сведения об исторической географии Армении — здесь наряду с географическими и картографическими сведениями, касающимися стран Азии, Европы и Ливии (Африка), подробно описывается исторически сложившееся административно-политическое состояние территории древней и раннесредневековой Армении в границах Великой Армении и находившейся к западу от неё Малой Армении. Ранее труд приписывался Мовсесу Хоренаци. Впервые труд был издан в 1683 году в Марселе.

### Хроника
Анонимная «Хроника» VII века также иногда приписывается Анании Ширакаци. В нём автор касается истории Персии, Вавилона, Рима, Византии и других стран, пользуется трудами Хоренаци, Себеоса и других. «Хроника» начинается со времен Адама и заканчивается 685 годом описанием нашествии хазар на Армению, Грузию и Албанию.

### «Космография и календарь»
Ширакаци является также автором труда из 48 глав «Космография и календарь», в котором рассматриваются вопросы астрономии, метеорологии и физической географии. Ширакаци сравнивал структуру мира с яйцом (Земля — желток, атмосфера — белок, небосвод — скорлупа) и пытался определить расстояние до Солнца и Луны. Вместе с тем, он верно считал Млечный путь скоплением звёзд, а Луну — тёмным телом, лишь отражающим солнечный свет. Писал о шарообразности Земли.